# Catherine Shepherd
Catherine Shepherd (eigentlich Katrin Schäfer; * 28. Oktober 1972) ist eine deutsche Autorin von Kriminalromanen, die sie im Selbstverlag veröffentlicht.

## Leben
Schäfer wuchs in Oranienburg bei Berlin auf, studierte BWL an der Universität Gießen und arbeitete anschließend bei Banken in Frankfurt am Main und Düsseldorf.
Unter ihrem Pseudonym Catherine Shepherd begann sie im Jahr 2012 Kriminalromane zu schreiben und sie als E-Books auf Self-Publishing-Plattformen zu veröffentlichen. Darüber hinaus verlegte sie ihre Bücher gedruckt im von ihr selbst gegründeten Kafel-Verlag. Nach eigenen Angaben verkaufte sie bis 2021 drei Millionen Exemplare ihrer Romane.
Sie lebt mit ihrer Familie in der Stadt Zons am Rhein.

## Werk
Shepherd wurde durch ihre „Zons-Krimis“ um den Ermittler Oliver Bergmann bekannt, die durch den Wechsel der Erzählebenen zwischen dem mittelalterlichen und dem heutigen Zons geprägt sind. Die Romane sind daher eine Mischung aus dem Genre des historischen Romans und des Kriminalromans und Thrillers.
Als Kindle-E-Book wurde ihr erster Kriminalroman Der Puzzlemörder von Zons in wenigen Monaten 32.000 Mal verkauft. Für den Roman wurde sie im Rahmen der Leipziger Buchmesse 2014 mit einem Indie Autor Preis für Self-Publishing in Belletristik ausgezeichnet.
Im November 2015 veröffentlichte Shepherd mit Krähenmutter den ersten Band einer neuen Krimi-Reihe um die Spezialermittlerin Laura Kern. Der Piper Verlag  gab den Roman 2016 heraus. Im Jahr 2016 lancierte Shepherd in ihrem eigenen Kafel-Verlag die Thriller-Reihe um Rechtsmedizinerin Julia Schwarz.

## Veröffentlichungen
Zons-Thriller / Oliver Bergmann Reihe
- Der Puzzlemörder von Zons. Kafel, Wilhelmshaven 2012, ISBN 978-3-00-039009-8;
  - Lago Verlag, München 2014, ISBN 978-3-95761-016-4.
- Erntezeit. Der Sichelmörder von Zons. Kafel, Dormagen 2013, ISBN 978-3-00-040790-1.
- Kalter Zwilling. Kafel, Dormagen 2013, ISBN 978-3-944676-01-2.
- Auf den Flügeln der Angst. Kafel, Dormagen 2014, ISBN 978-3-944676-02-9.
- Tiefschwarze Melodie. Kafel, Dormagen 2015, ISBN 978-3-944676-03-6.
- Seelenblind. Kafel, Dormagen 2016, ISBN 978-3-944676-05-0.
- Tränentod. Kafel, Dormagen 2017, ISBN 978-3-944676-07-4.
- Knochenschrei. Kafel, Dormagen 2018, ISBN 978-3-944676-10-4.
- Sündenkammer. Kafel, Dormagen 2019, ISBN 978-3-944676-22-7.
- Todgeweiht. Kafel, Dormagen, 2020, ISBN 978-3-944676-25-8.
- Stummes Opfer. Kafel, Dormagen 2021, ISBN 978-3-944676-29-6.
- Die Rezeptur. Kafel, Dormagen 2022, ISBN 978-3-944676-35-7.
- Das Wiegenlied. Kafel, Dormagen 2023, ISBN 978-3-944676-47-0.
- Das Verbot. Kafel, Dormagen 2024, ISBN 978-3-944676-57-9.

Julia Schwarz Reihe
- Mooresschwärze. Kafel, Dormagen 2016, ISBN 978-3-944676-06-7.
- Nachtspiel. Kafel, Dormagen 2017, ISBN 978-3-944676-09-8.
- Winterkalt. Kafel, Dormagen 2018, ISBN 978-3-944676-21-0.
- Dunkle Botschaft, Kafel, Dormagen 2019, ISBN 978-3-944676-24-1.
- Artiges Mädchen. Kafel, Dormagen 2020, ISBN 978-3-944676-27-2.
- Verloschen. Kafel, Dormagen 2021, ISBN 978-3-944676-32-6.
- Düsteres Wasser. Kafel, Dormagen 2022, ISBN 978-3-944676-43-2.
- Die eiskalte Kammer. Kafel, Dormagen 2023, ISBN 978-3-944676-54-8.
- Der Nachtschattenmann. Kafel, Dormagen 2024, ISBN 978-3-944676-63-0.

Laura Kern Reihe
- Krähenmutter. Kafel, Dormagen 2015, ISBN 978-3-944676-16-6;
  - Piper Verlag, München 2016, ISBN 978-3-492-30965-3.
- Engelsschlaf. Kafel, Dormagen 2017, ISBN 978-3-944676-08-1.
- Der Flüstermann. Kafel, Dormagen 2018, ISBN 978-3-944676-20-3.
- Der Blütenjäger. Kafel, Dormagen 2019, ISBN 978-3-944676-23-4.
- Der Behüter. Kafel, Dormagen 2020, ISBN 978-3-944676-26-5.
- Der böse Mann. Kafel, Dormagen 2021, ISBN 978-3-944676-31-9.
- Der Bewunderer. Kafel, Dormagen 2022, ISBN 978-3-944676-38-8.
- Der Lehrmeister. Kafel, Dormagen 2023, ISBN 978-3-944676-53-1.
- Der Betrachter. Kafel, Dormagen 2024, ISBN 978-3-944676-60-9.

Weitere Romane
- Die Unterkunft. Amazon Original Stories, 2024.